# Марко Кальдероні
Марко Кальдероні (італ. Marco Calderoni, нар. 18 лютого 1989, Латізана) — італійський футболіст, захисник клубу «Нардо» та юнацької збірної Італії (U-20). Виступав у Серії А за клуби «Палермо» та «Лечче».

## Клубна кар'єра
Народився 18 лютого 1989 року в місті Латізана. Вихованець юнацьких команд футбольних клубів «Сесто Бараньйола» та «П'яченца». Він дебютував в основному складі останньої команди 25 травня 2008 року у грі з «Чезеною» і загалом того сезону зіграв дві гри у Серії В. А вже у наступному сезоні 2008/09 став регулярно залучатись до матчів і провів 21 із 42 ігор команди в чемпіонату, а також забив свій перший м'яч на дорослому рівні, а у першій половині сезону 2009/10 Кальдероні провів у «П'яченці» 14 ігор.
1 лютого 2010 року Кальдероні перейшов в оренду у «Палермо» в обмін на румуна Крістіана Мелінте. 27 березня через відсутність основного гравця команди Федеріко Бальдзаретті, Кальдероні отримав шанс дебютувати у Серії А в матчі з «Болонею» (3:1), де провів на полі 76 хвилин, після чого був замінений на Ондржея Челустку. Втім, цей матч для Кальдероні став єдиним до кінця сезону у футболці «Палермо», тому по його завершенні він повернувся до «П'яченци». Після 13 матчів за еміліанців у першій половині наступного сезону, 11 січня 2011 року його віддали в оренду до «Асколі» з Серії В. Він завершив сезон у складі цієї команди, зігравши 19 матчів, а потім знову повернувся до «П'яченци», де провів ще пів року.
У січні 2012 року Кальдероні підписав контракт з «Гроссето». У новій команді став стабільним гравцем основного складу, а 20 квітня 2013 року, під час дербі проти «Ліворно» (0:3), після того, як Дженнаро Дельвеккіо залишив поле через вилучення, він вперше одягнув капітанську пов'язку «Гроссето».
14 серпня 2013 року Кальдероні підписав контракт з «К'єво», який одразу його віддав на правах співволодіння у «Барі» в обмін на бразильця Клейтона, провівши у цьому статусі два сезони. 25 червня 2015 року питання співвласності між «Барі» та «К'єво» було вирішено на користь веронського клубу, який став власником усіх 100 % прав на гравця, але новій команді Кальдероні був не потрібен, тому здавався в оренду у клуби Серії В «Латина» та «Новара». 1 липня 2017 року «Новара» оголосила про підписання Кальдероні на постійній основі з укладанням трирічного контракту.
Влітку 2018 року, після вильоту «Новари» до Серії C, Кальдероні перейшов до «Лечче», підписавши дворічний контракт. У дебютному сезоні він провів 30 матчів у Серії В та 2 у Кубку Італії, допомігши команді вийти до Серії А. Там Марко продовжив залишатись основним гравцем і 25 вересня 2019 року він забив свій перший гол у Серії А у матчі проти СПАЛа (3:1). 20 жовтня він забив гол у доданий час матчу проти «Мілана», який дозволив «Лечче» здобути своє перше очко на «Сан-Сіро» за дев'ятнадцять років, а 25 листопада знову голом у доданий час приніс ще одне очко своїй команді у домашньому матчі з «Кальярі» (2:2). Втім, 3 голи у 26 матчах чемпіонату не вистачило для команди того сезону, який завершився вильотом «Лечче» з вищого дивізіону. Надалі Кальдероні залишився у клубі, але через травми пропустив значну частину сезону 2020/21. Загалом за три роки футболіст провів 77 матчів та за 4 голи за «Лечче» в усіх турнірах.
16 липня 2021 року Кальдероні приєднався до «Віченци», підписавши однорічний контракт з можливістю продовження, але вже на початку 2022 року покинув клуб і надалі грав у командах Серії С «Чезена», «Фермана» та «Бриндізі».
Влітку 2024 року Кальдероні став гравцем аматорського клубу «Нардо» з Серії D. Станом на 4 травня 2025 року відіграв за команду 29 матчів в національному чемпіонаті.

## Виступи за збірні
У 2006–2007 роках виступав у складі юнацької збірної Італії (U-18), за яку провів 3 матчі.
2009 року дебютував у складі юнацької збірної Італії (U-20), з якою став срібним призером домашніх Середземноморських ігор. У фінальній грі проти Іспанії саме автогол Кальдероні у додатковий час призвів до поразки з рахунком 1:2 і нездобуття трофею Пізніше зіграв з командою і на молодіжному чемпіонаті світу 2009 року в Єгипті, де провів усі 5 матчів і дійшов до чвертьфіналу. Загалом на юнацькому рівні взяв участь у 13 іграх.

## Статистика виступів

### Статистика клубних виступів
Станом на 4 травня 2025
| Сезон                | Команда              | Чемпіонат            | Чемпіонат | Чемпіонат | Національний кубок | Національний кубок | Національний кубок | Континентальні кубки | Континентальні кубки | Континентальні кубки | Інші змагання | Інші змагання | Інші змагання | Усього | Усього |
| Сезон                | Команда              | Ліга                 | Ігор      | Голів     | Ліга               | Ігор               | Голів              | Ліга                 | Pr                   | Голів                | Ліга          | Ігор          | Голів         | Ігор   | Голів  |
| -------------------- | -------------------- | -------------------- | --------- | --------- | ------------------ | ------------------ | ------------------ | -------------------- | -------------------- | -------------------- | ------------- | ------------- | ------------- | ------ | ------ |
| 2007–08              | «П'яченца»           | B                    | 2         | 0         | КІ                 | 0                  | 0                  | -                    | -                    | -                    | -             | -             | -             | 2      | 0      |
| 2008–09              | «П'яченца»           | B                    | 21        | 1         | КІ                 | 0                  | 0                  | -                    | -                    | -                    | -             | -             | -             | 21     | 1      |
| 2009-лют. 2010       | «П'яченца»           | B                    | 14        | 0         | КІ                 | 1                  | 0                  | -                    | -                    | -                    | -             | -             | -             | 15     | 0      |
| лют.-черв. 2010      | «Палермо»            | A                    | 1         | 0         | КІ                 | -                  | -                  | -                    | -                    | -                    | -             | -             | -             | 1      | 0      |
| 2010-січ. 2011       | «П'яченца»           | B                    | 13        | 0         | КІ                 | 2                  | 0                  | -                    | -                    | -                    | -             | -             | -             | 15     | 0      |
| січ.-черв. 2011      | «Асколі»             | B                    | 18        | 0         | КІ                 | -                  | -                  | -                    | -                    | -                    | -             | -             | -             | 18     | 0      |
| 2011-січ. 2012       | «П'яченца»           | ПД                   | 18        | 0         | КІ+КІ-ЛП           | 1+0                | 0                  | -                    | -                    | -                    | -             | -             | -             | 19     | 0      |
| Усього за «П'яченцу» | Усього за «П'яченцу» | Усього за «П'яченцу» | 68        | 1         |                    | 4                  | 0                  |                      | -                    | -                    |               | -             | -             | 72     | 1      |
| січ.-черв. 2012      | «Гроссето»           | B                    | 12        | 0         | КІ                 | -                  | -                  | -                    | -                    | -                    | -             | -             | -             | 12     | 0      |
| 2012–13              | «Гроссето»           | B                    | 32        | 0         | КІ                 | 1                  | 0                  | -                    | -                    | -                    | -             | -             | -             | 33     | 0      |
| серп. 2013           | «Гроссето»           | ПД                   | -         | -         | КІ+КІ-ЛП           | 2+0                | 0                  | -                    | -                    | -                    | -             | -             | -             | 2      | 0      |
| Усього за «Гроссето» | Усього за «Гроссето» | Усього за «Гроссето» | 44        | 0         |                    | 3                  | 0                  |                      | -                    | -                    |               | -             | -             | 47     | 0      |
| серп. 2013–14        | «Барі»               | B                    | 40+3      | 3         | КІ                 | 1                  | 0                  | -                    | -                    | -                    | -             | -             | -             | 44     | 3      |
| 2014–15              | «Барі»               | B                    | 26        | 0         | КІ                 | 2                  | 0                  | -                    | -                    | -                    | -             | -             | -             | 28     | 0      |
| Усього за «Барі»     | Усього за «Барі»     | Усього за «Барі»     | 66+3      | 3         |                    | 3                  | 0                  |                      | -                    | -                    |               | -             | -             | 72     | 3      |
| 2015–16              | «Латина»             | B                    | 38        | 1         | КІ                 | 1                  | 0                  | -                    | -                    | -                    | -             | -             | -             | 39     | 1      |
| 2016–17              | «Новара»             | B                    | 33        | 3         | КІ                 | 2                  | 0                  | -                    | -                    | -                    | -             | -             | -             | 35     | 3      |
| 2017–18              | «Новара»             | B                    | 36        | 1         | КІ                 | 1                  | 0                  | -                    | -                    | -                    | -             | -             | -             | 37     | 1      |
| Усього за «Новару»   | Усього за «Новару»   | Усього за «Новару»   | 69        | 4         |                    | 3                  | 0                  |                      | -                    | -                    |               | -             | -             | 72     | 4      |
| 2018–19              | «Лечче»              | B                    | 30        | 0         | КІ                 | 2                  | 0                  | -                    | -                    | -                    | -             | -             | -             | 32     | 0      |
| 2019–20              | «Лечче»              | A                    | 26        | 3         | КІ                 | 1                  | 0                  | -                    | -                    | -                    | -             | -             | -             | 27     | 3      |
| 2020–21              | «Лечче»              | B                    | 15+1      | 1         | КІ                 | 2                  | 0                  | -                    | -                    | -                    | -             | -             | -             | 18     | 1      |
| Усього за «Лечче»    | Усього за «Лечче»    | Усього за «Лечче»    | 71+1      | 4         |                    | 5                  | 0                  |                      | -                    | -                    |               | -             | -             | 77     | 4      |
| 2021-січ. 2022       | «Віченца»            | B                    | 15        | 0         | КІ                 | 1                  | 0                  | -                    | -                    | -                    | -             | -             | -             | 16     | 0      |
| січ.-черв. 2022      | «Чезена»             | C                    | 9+2       | 0         | КІ-C               | -                  | -                  | -                    | -                    | -                    | -             | -             | -             | 11     | 0      |
| 2022–23              | «Чезена»             | C                    | 28        | 2         | КІ-C               | 1                  | 1                  | -                    | -                    | -                    | -             | -             | -             | 29     | 3      |
| Усього за «Чезену»   | Усього за «Чезену»   | Усього за «Чезену»   | 37+2      | 2         |                    | 1                  | 1                  |                      | -                    | -                    |               | -             | -             | 39     | 3      |
| 2023-січ. 2024       | «Фермана»            | C                    | 15        | 0         | КІ-C               | 0                  | 0                  | -                    | -                    | -                    | -             | -             | -             | 15     | 0      |
| січ.-черв. 2024      | «Бриндізі»           | C                    | 12        | 0         | КІ-C               | -                  | -                  | -                    | -                    | -                    | -             | -             | -             | 12     | 0      |
| 2024–25              | «Нардо»              | D                    | 29        | 2         | CI-D               | 1                  | 0                  | -                    | -                    | -                    | -             | -             | -             | 30     | 2      |
| Усього за кар'єру    | Усього за кар'єру    | Усього за кар'єру    | 489       | 17        |                    | 22                 | 1                  |                      | -                    | -                    |               | -             | -             | 511    | 18     |